# Grizedale Beck
Der Grizedale Beck ist ein Wasserlauf im Lake District, Cumbria, England.
Der Grizedale Beck entsteht im Grizedale Forest und fließt in südlicher Richtung bis zu seinem Zusammenfluss mit dem Fara Grain Gill zum Force Beck.